# Letiště San Luis (Menorca)
San Luis Aerodrome (španělsky Aeródromo de San Luis; ICAO: LESL) je první civilní letiště na Menorce.

## Historie
Letiště bylo původně postaveno během dvacátých let 20. století. Během španělské občanské války bylo přestavěno na vojenské letiště. Letiště se nachází v obci San Luis v těsné blízkosti Mahonu (jen 2½ km od centra města). V roce 1949 bylo letiště San Luis vybaveno jako celní letiště a otevřeno pro domácí a mezinárodní dopravu. Během následujícího desetiletí vzrostl provoz na letištích, což umožnila dvě prodloužení vzletové a přistávací dráhy. Na letišti však nebylo možno přijímat větší letadla a nemohlo dojít k rozšíření přistávací dráhy. 
V roce 1967 bylo letiště San Luis přiděleno klubu Real Aero Club de Mahón Menorca (Royal Mahon Flying Club) a od té doby byl tento subjekt zodpovědný za ochranu a údržbu zařízení pilotní a letecké školy. Všechny civilní služby byly 24. března 1969 převedeny na nově postavené hlavní letiště ostrova v Mahonu. Dnes je primárně využíváno pro volnočasové letectví a z letiště ročně odletí přibližně 3 000 letů.